# 特呂布湖
46°47′38″N 8°23′27″E / 46.79389°N 8.39083°E

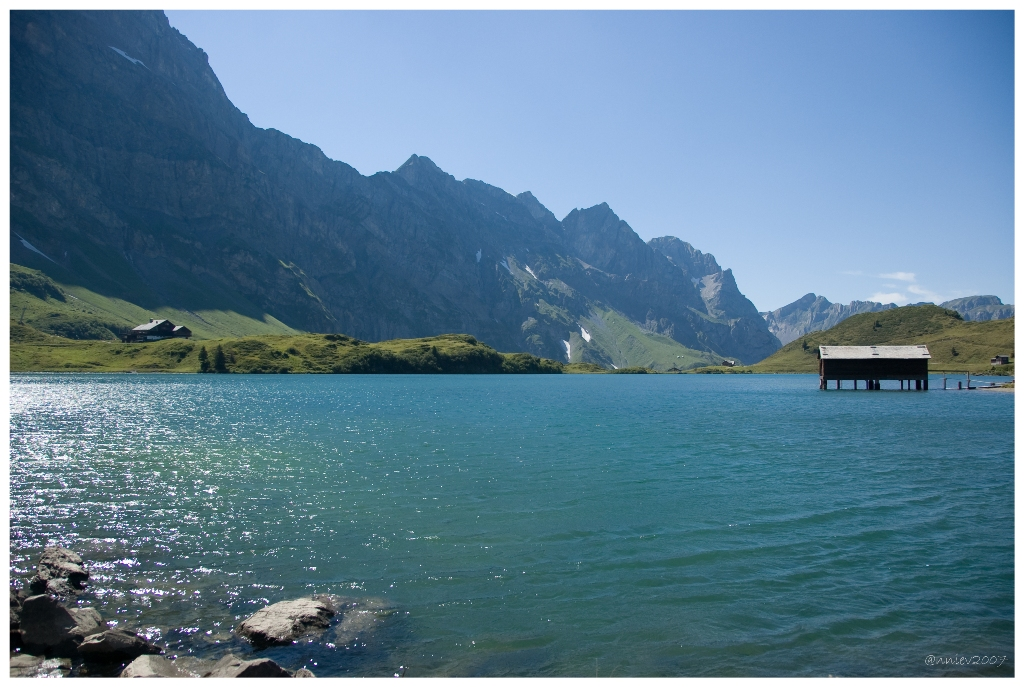

特呂布湖（Trübsee），是瑞士的湖泊，位於該國中部，由下瓦爾登州負責管轄，面積0.3平方公里，海拔高度1,764米，最大水深9米，水體容量85萬立方米。